# إليانا دي كروز
إليانا دي كروز (بالتيلوغوية: ఇలియానా) (بالإنجليزية: Ileana D'Cruz) هي ممثلة وعارضة هندية من مواليد 1 نوفمبر 1987  بمدينة مومباي بالهند.
بدأت مسيرتها كعارضة أزياء وبعدها دخلت عالم التمثيل في سينما جنوب الهند (التيلوغو) عام 2006 من خلال عدة أفلام، كان أول هذه الأعمال فيلم ديفاداسو، خاتارناك و راخي، وكانت بداية شهرتها في هذه المرحلة أي السينما التيلوغوية، وفي نفس السنة أي 2006، كان أول ظهور أيضا لإليانا دي كروز في السينما التاميلية من خلال فيلم كيدي مع غريمتها في الساحة تامانا. بعدها زادت شهرتها من خلال العديد من الأعمال في جنوب الهند.

## الحياة المبكّرة
ولدت في مومباي، ولها ثلاثة أشقاء، الشقيقة الكبرى فرح وأَخّ أصغر رايز والأخت الأصغر أيلين.
بينما تكْبرُ، عاشتْ في غوا لمدة سبع سَنَواتِ تقريباً، خلال تلك الفترة مدير الفندق الذي كانت امها تعمل فيه اقترح أن لإليانا وجه جميل مع ابتسامة حيوية ويَجِبُ أَنْ تكون عارضة، وعمل على اجتماع مع مارك روبنسون، كانت مترددة في البداية ولكنها اقنعت في النهاية وتم إنشاء أول محفظة لها في يناير 2003، الذي وصفته بأنه «كارثة». بَدأتْ بكَسْب المُلاحظةِ خلال إلتقاطِ الصور وعرض الأزياء وحقيبتِها الثانيةِ بُدِأتْ السنة التاليةَ، التي عملت فيها إعلاناتَها ترويجية لبعض الشركات. والمخرج راكيش روشان أب الممثل المعروف هريتيك روشان جلب لها العديد من العروض للتمثيل في الأفلام الروائية.

## الحياة المهنية
بدأت مسيرتها الفنية في أفلام التيليغو، وقد فازت بجائزة الفيلمفيلر جنوب الهند لأفضل ظهور لأول مرّةِ نسائيِ لفيلم التيليغو ديفاداسو، وأيضا ظهرت في أفلام مثل، كيك، وأسست نفسها كأفضل الممثلات في سينما تيلوغو. كما ظهرت دي كروز في فيلم كيدي في السينما التاميلية وفيلم نانبان، وأخيرا دخلت لبوليود في فيلم بارفي (فيلم) والذي أخرجه انوراغ باسو، وقد نالت التقدير النقدي وجائزة فيلمفير لأفضل ظهور لأول مرّةِ في الساحة السينمائية البوليوودية.

### من 2012 حتى الآن
في أوائل عام 2012، أخذت إليانا دور البطولة في فيلم (Nanban)، وهذا الأخير هو نسخة عن الفيلم البوليوودي ثلاثة حمقى الذي صدر في 2009. حصل الفيلم على نقذ أيجابي من كلا الجمهور والنقاد الفنيين،  وكان فيلمها التالي في هذه الفترة فيلم التيلوغو جولاي الذي حصل هو الآخر على قبول جماهيري متميز، إلا أنه كان ثالت المتضررين دخلا في عام 2012. بعد ذلك لعبت دور كوميدي في فيلم ديفودو شيسينا مانوشولو رفقة الممثل رافي تيجا، في هذا الفيلم لعبت إليانا دور سائقة سيارة أجرة الفيلم تلقى ردود فعل متباينة في نهاية المطاف ولم ينجح كثيرا في شباك التذاكر.
ودخلت دي كروز إلى بوليوود لأول مرة في عام 2012 عن طريق فيلم بارفي!، تمثل دور البطولة في بريانكا تشوبرا ورانفير سينغ، وإليانا كانت قد لعبت دور الراوي أيضا في قصة الفيلم. الفيلم كان قد صدر في 14 أيلول 2012، وقد كان من الأوائل في شباك التذاكر كونه حصل على قبول جماهيري كبير ونقد إيجابي للغاية من النقاد،  وكان قد حصل على نجاح تجاري كبير، حيث كسب 1.75 مليار ₹ أي ما يعادل (26 مليون دولار) في جميع أنحاء العالم، من خلال هذا الفيلم حصلت إليانا دي كروز على جائزة فيلم فير لأفضل دور نسائي لأول مرة، فضلا عن الترشيح لجائزة فيلم فير لأفضل ممثلة مساعدة. وقد صرح بعض المخرجين والفنانين أن إليانا تركت لأول مرة انطباع جيد عنها من خلال هذا الدور، على عكس ما قدمته في السينما التيلوغوية والتاميلية. وتم عرض الفيلم في مهرجان بوسان السينمائي وكذا مهرجان مراكش السينمائي، واختير الفيلم الرسمي للهند في حفل توزيع جوائز الأوسكار الخامس والثمانون.

## أفلامها
| السنة | الفيلم                 | الدور                | اللغة  | ملاحظات                                                  |
| ----- | ---------------------- | -------------------- | ------ | -------------------------------------------------------- |
| 2006  | ديفاداسو               | بانو                 | تيلجو  | جائزة الفيلمفير ( جنوب الهند ) لأفضل ظهور لأول مرّةِ نسائيِ |
| 2006  | بوكيري                 | شروتي                | تيلجو  |                                                          |
| 2006  | كيدي                   | آرثي                 | تاميل  |                                                          |
| 2006  | خاتارناك               | ناكشترا              | تيلجو  |                                                          |
| 2006  | راخي                   | تريبورا              | تيلجو  |                                                          |
| 2007  | مونا                   | نيدهي                | تيلجو  |                                                          |
| 2007  | Aata                   | ساتيا                | تيلجو  |                                                          |
| 2008  | المرح                  | باغياماتي            | تيلجو  | رشح لجائزة فيلم فير لأفضل ممثلة - التيلجو                |
| 2008  | بهالي دونغالو          | جيوتي                | تيلجو  |                                                          |
| 2009  | كيك                    | ناينا                | تيلجو  | رشح لجائزة فيلم فير لأفضل ممثلة - التيلجو                |
| 2009  | ريشيبو                 | كريشنا فيني          | تيلجو  |                                                          |
| 2009  | سليم                   | ساتيافاتي            | تيلجو  |                                                          |
| 2010  | Huduga Hudugi          | نفسها                | كانادا | ظهور خاص                                                 |
| 2011  | شاكتي                  | أيشواريا             | تيلجو  |                                                          |
| 2011  | نانو نا راكشاني        | ميناكشي - شرافيا     | تيلجو  |                                                          |
| 2012  | نانبان                 | ريا                  | تاميل  |                                                          |
| 2012  | جولاي                  | مادهو                | تيلجو  |                                                          |
| 2012  | ديفودو شيسينا مانوشولو | إليانا               | تيلجو  |                                                          |
| 2012  | بارفي!                 | شروتي غوش - سينغوبتا | هندي   | جائزة فيلم فير لأفضل ممثلة لأول مرة                      |
| 2013  | باتا بوستر نيكلا هيرو  | كاجل                 | هندي   |                                                          |
|       | مين تيرا هيرو          | سوناينا              | هندي   |                                                          |
| 2014  | نهاية سعيدة            | أنشال ريدي           | هندي   |                                                          |
| 2016  | روستم (فيلم)           | سينتيا بافري         | هندي   |                                                          |
| 2017  | بيهلي دافا             | فيديو موسيقي         | هندي   | رفقة المغني عاطف أسلام                                   |
| 2017  | مباركان                | سويتي                | هندي   |                                                          |
| 2017  | بادشاهو                | راني غيتانجالي ديفي  | هندي   |                                                          |
| 2018  | رايد                   | ماليني باتنايك       | هندي   |                                                          |
| 2018  | أمار أكبر أنتوني       |                      | تيلوغو |                                                          |

## الجوائز الترشيحات
| السنة | العمل                | الجائزة                        | الصنف                                         | النتيجة |
| ----- | -------------------- | ------------------------------ | --------------------------------------------- | ------- |
| 2007  | ديفاداسو (فيلم 2006) | جائزة فيلم فير جنوب            | Best Female Debut ‏                            | فوز     |
| 2009  | المرح                | Filmfare Awards South          | جائزة فيلم فير لأفضل ممثلة - تيلوغو ‏          | رُشِّح     |
| 2009  | المرح                | Santosham Film Awards          | Best Actress ‏                                 | فوز     |
| 2009  | المرح                | South Scope Style Awards       | Best Actress                                  | فوز     |
| 2010  | Kick                 | Filmfare Awards South          | Best Actress (Telugu)                         | رُشِّح     |
| 2012  | Nanban               | Vijay Awards                   | Vijay Award for Favourite Heroine             | رُشِّح     |
| 2012  | بارفي (فيلم)         | Vogue Beauty Awards            | Fresh Face                                    | فوز     |
| 2012  | بارفي (فيلم)         | BIG Star Entertainment Awards  | Most Entertaining Actor (Film) Debut – Female | رُشِّح     |
| 2012  | بارفي (فيلم)         | ETC Bollywood Business Awards ‏ | Most Profitable Debut (Female)                | فوز     |
| 2013  | بارفي (فيلم)         | جوائز فيلم فير                 | Best Female Debut                             | فوز     |
| 2013  | بارفي (فيلم)         | جوائز فيلم فير                 | Best Supporting Actress                       | رُشِّح     |
| 2013  | بارفي (فيلم)         | جوائز الشاشة                   | Most Promising Newcomer – Female ‏             | فوز     |
| 2013  | بارفي (فيلم)         | جوائز الشاشة                   | Best Supporting Actress ‏                      | رُشِّح     |
| 2013  | بارفي (فيلم)         | جوائز زي سيني                  | جائزة زي سيني لأفضل ممثلة واعدة               | فوز     |
| 2013  | بارفي (فيلم)         | جوائز ستارداست                 | Superstar of Tomorrow – Female ‏               | رُشِّح     |
| 2013  | بارفي (فيلم)         | Star Guild Awards              | Best Female Debut ‏                            | فوز     |